# Bianca e Fernando
Bianca e Fernando es una ópera en dos actos con música de Vincenzo Bellini y libreto en italiano de Domenico Gilardoni en su primera versión. La ópera se estrenó el 30 de mayo de 1826 en el Teatro San Carlos de Nápoles.

## Historia
Hay dos versiones de esta ópera: la primera, titulada Bianca e Gernando (1826) tiene un libreto por Domenico Gilardoni, basado en Bianca e Fernando alla tomba di Carlo IV, duca di Agrigento (Blanca y Fernando en la tumba de Carlos IV, duque de Agrigento) por Carlo Roti. Esta versión tuvo su primera representación en el Teatro San Carlos, Nápoles, el 30 de mayo de 1826. La segunda versión, Bianca e Fernando (1828) tiene un libreto modificado por Felice Romani, quien se convertiría en colaborador de Bellini en siete de sus óperas. La primera representación de Bianca e Fernando tuvo lugar con ocasión de la inauguración del nuevo Teatro Carlo Felice, Génova el 7 de abril de 1828. 
Esta ópera rara vez se representa en la actualidad; en las estadísticas de Operabase Archivado el 14 de mayo de 2017 en Wayback Machine. no aparece entre las óperas representadas en el período 2005-2010.
Lugar: Agrigento
Finales del siglo XIV / XV
Antecedentes El ambicioso Filippo ha encarcelado en secreto a Carlo, duque de Agrigento y usurpado su trono. En consecuencia, el hijo de Carlo, Fernando, se vio obligado a exiliarse aunque todavía era solo un niño. La hija de Carlo, Bianca, la viuda del duque de Messina, que ignora los planes de Filippo, accede a convertirse en su esposa. Fernando, ahora adulto, regresa a casa con el deseo de vengar a su padre, a quien cree muerto.
acto 1
Con un nombre falso y pretendiendo ser un soldado de fortuna, Fernando llega al palacio de Agrigento y ofrece sus servicios al nuevo duque. Convence a Viscardo, un seguidor de Filippo, de que vio morir a Fernando y Filippo recibe esta noticia con alegría. Contrata a Fernando sin dudarlo, pensando en confiarle la tarea de matar a Carlo.
Bianca llega al palacio para encontrarse con su futuro novio. Aquí conoce a Fernando, pero después de tantos años, no lo reconoce. De hecho, sospecha de él. Fernando, por su parte, está convencido de que su hermana es cómplice del usurpador.
Acto 2
Filippo ordena a Fernando que vaya a la prisión para matar a Carlo. Al mismo tiempo, anuncia su próxima boda con Bianca. El viejo y confiable secuaz de Fernando, Clemente, le informa a Bianca que Fernando quiere verla a ella y a su hermano y hermana finalmente encontrarse cara a cara. Pero cuando se reconocen, Fernando le cuenta a Bianca las tramas de Filippo. Juntos, van a la prisión para liberar a Carlo, seguidos por los compañeros de armas de Fernando. Filippo también llega al palacio, trayendo consigo al hijo pequeño de Bianca a quien amenaza con matar si Fernando no se entrega. Pero el fiel Clemente lo desarma y el tirano finalmente es derrocado. [12]

## Personajes
| Personaje                                             | Tesitura                      | Reparto del estreno, Bianca e Gernando, 30 de mayo de 1826 | Reparto del estreno, Bianca e Fernando, 7 de abril de 1828 |
| ----------------------------------------------------- | ----------------------------- | ---------------------------------------------------------- | ---------------------------------------------------------- |
| Bianca                                                | soprano                       | Henriette Méric-Lalande                                    | Adelaide Tosi                                              |
| Fernando                                              | tenor                         | Giovanni Battista Rubini                                   | Giovanni David                                             |
| Carlo, duque de Agrigento, padre de Bianca y Fernando | bajo                          | Arcangelo Berrettoni                                       | Giuseppe Rossi                                             |
| Filippo                                               | bajo (modernamente, barítono) | Luigi Lablache                                             | Antonio Tamburini                                          |
| Clemente                                              | bajo                          | Michele Benedetti                                          | Agostino Rovere                                            |
| Viscardo                                              | mezzosoprano                  | Almerinda Manzocchi                                        | Elisabetta Coda                                            |
| Uggero                                                | tenor                         | Gaetano Chizzola                                           | Antonio Crippa                                             |
| Eloisa                                                | mezzosoprano                  | Elisa Manzocchi                                            | Marietta Riva                                              |

## Grabaciones
| Año  | Reparto (Bianca, Fernando, Filippo, Carlo)                    | Director, Teatro de ópera y orquesta                               | Discográfica                                                        |
| ---- | ------------------------------------------------------------- | ------------------------------------------------------------------ | ------------------------------------------------------------------- |
| 1976 | Yasuko Hayashi, Antonio Savastano, Mario Macchi, Mario Macchi | Gabriele Ferro, Coro y orquesta de la RAI de Turín                 | Audio CD: Opera d'Oro Cat: OPD 1419                                 |
| 1991 | Young Ok Shin, Gregory Kunde, Haijing Fu, Aurio Tomicich      | Andrea Licata, Coro y orquesta del Teatro Massimo Bellini, Catania | Audio CD: Live Opera Sin número DVD: House of Opera, cat: DVDCC 247 |